# Bidžan (fiume)
Il Bidžan (in russo Биджан?) è un fiume dell'Estremo Oriente russo, affluente di sinistra dell'Amur. Scorre nei rajon Oktjabr'skij, Oblučenskij e Leninskij dell'oblast' autonoma ebraica.
Il fiume ha origine dalla catena del Malyj Chingan, ed è formato dalla confluenza dei rami sorgentizi Pravyj Bidžan e Levyj Bidžan (Bidžan di destra e di sinistra), scorre prevalentemente da nord a sud. La larghezza è di 30-60 m, la profondità è di 1,5-7 m. Sfocia nell'Amur a 1 242 km dalla foce. La lunghezza del fiume è di 274 km, il bacino idrografico di 7 940 km².
Il fiume è importante per la riproduzione ittica. Nella parte alta c'è il più antico impianto di allevamento di pesci in Russia - il Bidžanskij.